# 汇率
汇率（英語：exchange rate，foreign-exchange rate，forex rate，FX rate，或Agio）在经济学上被定义为两種货币之间兑换的比例。通常会将某一国的货币设为基准，以此换算金额价值他国几元的货币。在英文使用方面，有时简写为FX，此为外国货币Foreign Exchange的简写。
通俗地说，汇率是一国货币单位兑换他国货币单位的比率，也可以说是用一国货币表示的另一国货币的价格。
汇率的特性在于它多半是浮动的比率。只要货币能够透过汇率自由交换，依交换量的多寡，就会影响隔天的汇率，因此，有人也以赚汇差营利，今日以较低的比率购进某一外币，隔日等到较高的比率出现时，再转手卖出。
所以有时汇率也能看出一个国家的经济状况。了解外汇储备也能看出这个国家的出口贸易状况。跟通貨膨脹及利率亦有關。
汇率亦是各个国家为了达到其經濟目的的金融工具之一，例如買賣外匯或進行貶值來換取出口。

## 報價方式
- 直接匯率（Direct Rate）：以本地貨幣作基準表示外幣匯率。
- 間接匯率（Indirect Rate）：以外幣作基準表示本地貨幣匯率。

目前，世界各國多以直接報價為主。例如，人民幣報價USD/CNY 7.0，EUR/CNY 7.6。
間接報價主要在歐元區、英國、澳洲及新西蘭使用。例如，歐元報價EUR/USD 1.1，EUR/JPY 120。

## 交叉匯率
所謂交叉匯率是指兩種不同貨幣之間的價格關係，兩個國家之間的貨幣匯兌是利用各自對美元的匯率套算得出。
舉例來看，若一美元可分別兌換0.9122歐元、113.565日圓，則歐元兌日圓的交叉匯率為124.50（= 113.565/0.9122）。

## 貨幣對
由以下八種主要貨幣所組成的貨幣對被稱為主要貨幣對（Major），其他則稱作次要貨幣對（Minor）。當中美元對另外七種主要貨幣的貨幣對被稱作「直盤」。
- 美元
- 歐羅
- 日圓
- 英鎊
- 澳元
- 紐西蘭元
- 加拿大元
- 瑞士法郎

## 另見
- 均衡汇率
- 日元升值蕭條

## 外部連結
- xe.com （页面存档备份，存于）（英文） - 世界各地匯率比較
- xe.com 簡體 （页面存档备份，存于）（简体中文）
- YoYoRate 外幣匯率比較 （页面存档备份，存于）（繁體中文）